# Ziemięcin (gromada)
Ziemięcin – dawna gromada, czyli najmniejsza jednostka podziału terytorialnego Polskiej Rzeczypospolitej Ludowej w latach 1954–1972.
Gromady, z gromadzkimi radami narodowymi (GRN) jako organami władzy najniższego stopnia na wsi, funkcjonowały od reformy reorganizującej administrację wiejską przeprowadzonej jesienią 1954 do momentu ich zniesienia z dniem 1 stycznia 1973, tym samym wypierając organizację gminną w latach 1954–1972.
Gromadę Ziemięcin siedzibą GRN w Ziemięcinie utworzono – jako jedną z 8759 gromad na obszarze Polski – w powiecie tureckim w woj. poznańskim, na mocy uchwały nr 39/54 WRN w Poznaniu z dnia 5 października 1954. W skład jednostki weszły obszary dotychczasowych gromad Chocim, Kaszew i Ziemięcin ze zniesionej gminy Goszczanów oraz obszary dotychczasowych gromad Klonów i Wilczków ze zniesionej gminy Jeziorsko w tymże powiecie. Dla gromady ustalono 16 członków gromadzkiej rady narodowej.
31 grudnia 1971 gromadę zniesiono, a jej obszar włączono do gromad: Goszczanów (miejscowości Kaszew, Klonów, Wilczków i Ziemięcin) i Tokary (miejscowość Chocim) w tymże powiecie.